# 德保县
德保縣是中國廣西壯族自治區百色市所管轄的一個縣，縣政府駐城關鎮。曾是清代广西镇安府的治地。1951年，由天保縣與敬德縣合併設立德保縣。
德保縣位於百色市南部，北接百色市、田陽区，東接田東縣、崇左縣、天等縣，西面及南面與靖西市接壤。面積約2575平方公里。

## 行政区划
德保县下辖7个镇、5个乡：
城关镇、足荣镇、隆桑镇、敬德镇、马隘镇、东凌镇、那甲镇、都安乡、荣华乡、燕峒乡、龙光乡、巴头乡和德保铝业。

## 人口
根據第七次人口普查數據，截至2020年11月1日零時，德保縣常住人口為269758人。

## 交通

### 公路
- 银百高速、 212国道

### 鐵路
- 德保站：德靖鐵路

## 未來發展
因百色地區所含有的豐富鋁礦資源，中國鋁業公司、中國五礦進出口公司及廣西開發投資集團公司在2003年聯合組建了桂西華銀鋁業股份有限公司，並將總部設於德保縣，以鋁業刺激德保的經濟，預期經濟將於未來數年高速發展。

## 特产
- 德保山楂：国家地理标志产品。德保山楂有据可查已有250多年的历史。德保山楂曾荣获2011年广西农产品产销协会山楂类评比“特等奖”、2013年广西生鲜食品商业协会山楂大赛“第一名”。
- 德保脐橙：国家地理标志产品。德保脐橙为旧时声名远扬的镇安橙（天保橙）。